# Perlo (Piemont)
Perlo település Olaszországban, Piemont régióban, Cuneo megyében. Lakosainak száma 106 fő (2023. január 1.). Perlo Bagnasco, Ceva, Nucetto, Priero, Massimino és Murialdo községekkel határos.

## Népesség
A település lakossága az elmúlt években az alábbi módon változott:
| Lakosok száma | 116  | 113  | 106  |
|               | 2017 | 2018 | 2023 |